# Papyrus de Strasbourg
Les papyrus de Strasbourg sont deux textes écrits en grec sur papyrus et conservés à la bibliothèque de l'université de Strasbourg :
- le papyrus de Strasbourg Gr 254 : est un papyrus en six fragments
- le papyrus de Strasbourg Gr 644 fait l'inventaire d'églises coptes.

## Papyrus Gr 254
Ce papyrus acquis en 1899 est publié pour la première fois en 1928. Il contient le texte d'une anaphore (prière chrétienne) semblable à l'anaphore de Saint Marc trouvée à Alexandrie. Cette prière fait partie de la liturgie eucharistique et était utilisée à l'époque de saint Athanase. Ce papyrus a probablement été rédigé au IVe siècle ou au Ve siècle. Certains érudits estiment que cette anaphore est complète et entière; cela doit être relativisé depuis la parution du papyrus de Barcelone qui reprend le texte d'une anaphore complète. Cette prière est fort différente de la prière d'action de grâce sur le pain et le vin que l'on trouve aux chapitres IX et X de la Didaché. Celle-ci ne fait pas mention du pain et du vin et ne comprend pas le Sanctus, ni d'anamnèse, d'épiclèse ou les paroles de consécration. Le texte comprend cependant ce qui est considéré comme la structure de base d'une anaphore.
Son contenu comprend une louange au Père pour la création du Ciel et de la Terre, de la mer et de tout ce qui s'y trouve, d'après le psaume 146, comme il était d'usage à Alexandrie. Il poursuit avec la référence au Christ-Sauveur, suivie de la phrase nous offrons le sacrifice raisonnable (λογικὴν) et cette prière non sanglante (Épître aux Romains 12:1) et par une citation du Livre de Malachie (1:11).
La seconde partie débute avec le sacrifice d'encens et se poursuit par une prière d'intercession pour l'Église, l'armée, les princes, les âmes des défunts, les pères de l'Église et les évêques « qui professent la vraie Foi ». Elle se termine par une doxologie.